# Spaniopappus
Spaniopappus es un género de plantas perteneciente a la familia Asteraceae. Comprende 7 especies descritas y de estas, solo 6 aceptadas.  Es originario de Sudamérica.

## Descripción
Las plantas de este género sólo tienen disco (sin rayos florales) y los pétalos son de color blanco, ligeramente amarillento blanco, rosa o morado (nunca de un completo color amarillo).

## Taxonomía
El género fue descrito por Benjamin Lincoln Robinson y publicado en  Contributions from the Gray Herbarium of Harvard University ser. 2. 77: 45. 1926.

## Especiesaceptadas
A continuación se brinda un listado de las especies del género Spaniopappus aceptadas hasta junio de 2012, ordenadas alfabéticamente. Para cada una se indica el nombre binomial seguido del autor, abreviado según las convenciones y usos.
- Spaniopappus bucheri (B.L.Rob.) R.M.King & H.Rob.
- Spaniopappus buchii (B.L.Rob.) R.M.King & H.Rob.
- Spaniopappus ekmanii B.L.Rob.
- Spaniopappus hygrophilus (Alain) R.M.King & H.Rob.
- Spaniopappus iodostylus (B.L.Rob.) R.M.King & H.Rob.
- Spaniopappus shaferi (B.L.Rob.) R.M.King & H.Rob.